# CAMO
〈CAMO〉는 가수 보아가 한국에서 발매한 디지털 싱글이다.
〈CAMO〉는 묵직한 베이스와 신디사이저 사운드에 섹시하면서도 파워풀한 보아의 보컬이 더해진 강렬한 댄스 곡으로, 세계적인 프로듀싱팀 더 언더독스(The Underdogs)가 참여해 완성도를 높였다.
보아의 ‘CAMO’ 프로젝트는 보아의 화려한 퍼포먼스를 극대화해 표현함은 물론 색다른 변신을 선보이기 위해 기획된 것으로 더욱 강렬해진 음악과 뮤직비디오를 선사, 전 세계 음악 팬들의 이목을 사로잡을 전망이다.

## 작업 및 발매
위장의 뜻을 가진 '카모'는 보아의 새로운 시도를 선보이고자 한 이번 기획 및 곡명에 맞춰 프로젝트명으로 선정했으며, 기존 앨범과 달리 별도의 방송 출연 없이 강렬한 음악과 뮤직비디오만을 통해 프로젝트가 공개되는 만큼 글로벌 음악 팬들의 이목이 더욱 집중될 것으로 보인다.
원래 계획은 'CAMO' 프로젝트 후 미니앨범을 발매할 계획이었지만, 회사 사정으로 계획이 엎어졌고, 2018년 2월에 발매될 예정이다. 

## 활동 목록
| (타이틀곡) CAMO    |                                                    |                                                      |
| 2017년 6월 17일    | CAMO 티저영상 공개                                 | 프로듀스101 시즌2 방송 후 TV 첫 공개                 |
| 2017년 6월 23일    | 두번째 티저영상 공개                               |                                                      |
| 2017년 6월 26일    | 음원 발매                                          |                                                      |
| 2017년 7월 8일     | SM Town Live World Tour VI                         | 서울 공연                                            |
| 2017년 7월 15-16일 | SM Town Live World Tour VI                         | 오사카 공연                                          |
| 2017년 7월 27-28일 | SM Town Live World Tour VI                         | 도쿄 공연                                            |
| 2017년 8월 25일    | SM Town Live World Tour VI 일본공연 무대 영상 공개 |                                                      |
| 연말 시상식        |                                                    |                                                      |
| 2017년 11월 29일   | 2017 MAMA                                          | Girls On Top, Only One (with 황민현 of 워너원), CAMO |

## 트랙리스트
〈CAMO〉
1. CAMO